# 蘇厄德縣 (內布拉斯加州)
蘇華德縣（英語：Seward County）是美國內布拉斯加州東南部的一個縣。面積1,491平方公里。根据美國2000年人口普查，共有人口16,496人。縣治蘇華德（Seward）。成立於1855年3月6日，原名格林縣 （Greene County），1862年1月3日改名。縣政府成立於1866年2月9日。縣名紀念力主購買阿拉斯加的美國國務卿威廉·亨利·蘇厄德。